# Koncz Antal (újságíró)
Koncz Antal (Csanytelek, 1920. január 13. – Budapest, 1978. március 3.) magyar újságíró.

## Életpályája
Miután befejezte reálgimnáziumi tanulmányait, a Tiszavidék című lapnál helyezkedett el újságíró-gyakornokként, ezután az 1940-es évek elején az Új Nemzedék c. lapnál dolgozott mint szerkesztőségi munkatárs. 1943–1947 között katona volt, hadifogságba került. 1947–1949 között a Szegedi Hírlapnál, 1949–1951 között a Délvidéki Hírlapnál dolgozott. 1955-től felelős szerkesztője lett a Debrecen c. lapnak, ezután a Magyar Távirati Iroda (MTI) Baranya megyei szerkesztőségének helyettes vezetőjeként dolgozott. Az 1960-as években rovatvezető volt az MTI budapesti szerkesztőségében, majd a szerkesztőség vezetője lett.

## Művei
- Szivárványhíd (színdarab, Szeged, 1943)
- Levél a fogságból (versek, Szeged, 1948)